# (17171) 1999 NB38
A (17171) 1999 NB38 egy kisbolygó a Naprendszerben. A LINEAR projekt keretében fedezték fel 1999. július 14-én.